# Becchara Palmer
Becchara Palmer (18 de junho de 1988, Adelaide) é uma jogadora de vôlei de praia australiana.

## Carreira
Nos Jogos Olímpicos de Verão de 2012 ela representou  seu país ao lado de Louise Bawden, caindo na fase de grupos.